# 56. sydlige breddekreds
Den 56. sydlige breddekreds (eller 56 grader sydlig bredde) er en breddekreds, der ligger 56 grader syd for ækvator. Den løber gennem Atlanterhavet, det Indiske Ocean og Stillehavet.